# Parc d'Elx

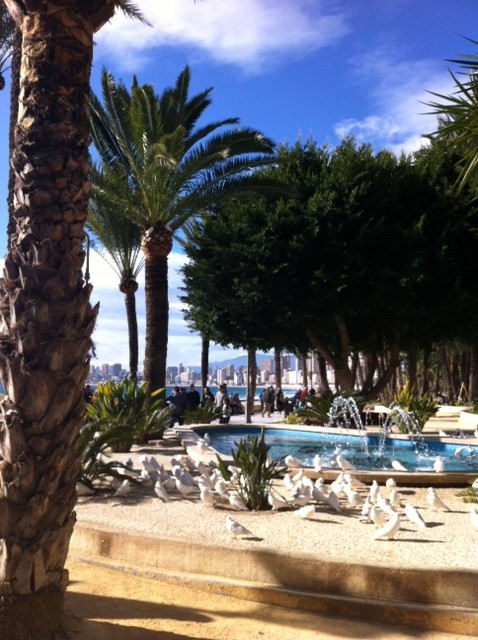
Vista del Parc d'Elx a Benidorm

El Parc d'Elx és un parc urbà cèntric situat a la ciutat de Benidorm, Marina Baixa.
Es troba a la zona central de la ciutat, al final del carrer Colón, prop del port de Benidorm i a la vora de la costa, a la platja de Ponent.
És un punt de pas obligat del passeig d'aquesta platja de Benidorm. El seu interior està replet de palmeres i posseeix una esplanada i una font.